# Macy (Nebraska)
Macy es un lugar designado por el censo ubicado en el condado de Thurston en el estado estadounidense de Nebraska. En el Censo de 2010 tenía una población de 1023 habitantes y una densidad poblacional de 248,42 personas por km².

## Geografía
Macy se encuentra ubicado en las coordenadas 42°6′57″N 96°21′0″O / 42.11583, -96.35000. Según la Oficina del Censo de los Estados Unidos, Macy tiene una superficie total de 4.12 km², de la cual 4.12 km² corresponden a tierra firme y (0%) 0 km² es agua.

## Demografía
Según el censo de 2010, había 1023 personas residiendo en Macy. La densidad de población era de 248,42 hab./km². De los 1023 habitantes, Macy estaba compuesto por el 1.47% blancos, el 0.1% eran afroamericanos, el 98.14% eran amerindios, el 0% eran asiáticos, el 0% eran isleños del Pacífico, el 0.1% eran de otras razas y el 0.2% pertenecían a dos o más razas. Del total de la población el 2.54% eran hispanos o latinos de cualquier raza.